# Cementerio de Santa Isabel (Vitoria-Gasteiz)

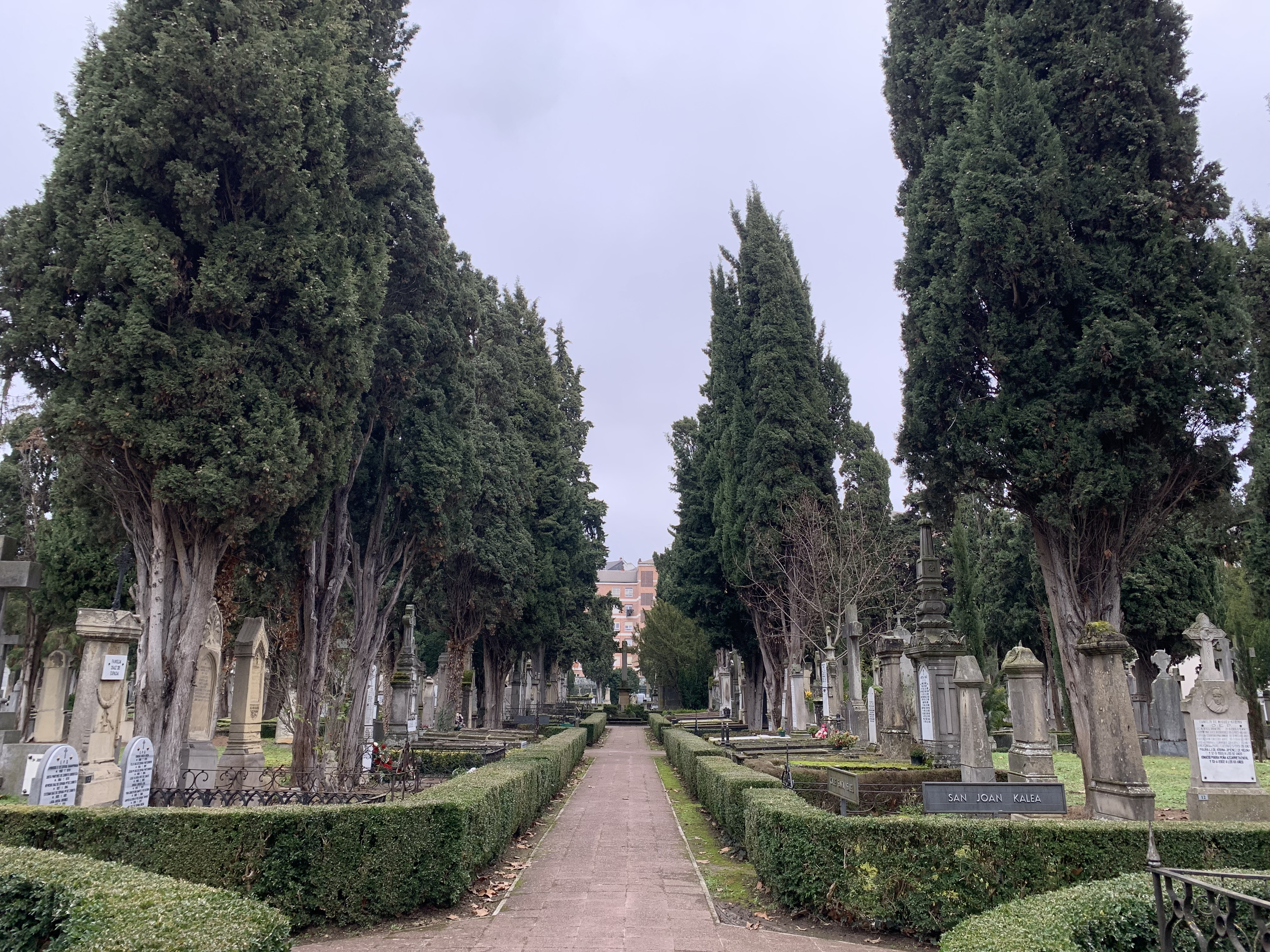
Kreuzgang auf dem Cementerio de Santa Isabel

Der Cementerio de Santa Isabel ist ein Friedhof in der spanischen Stadt Vitoria-Gasteiz, im heutigen Bezirk Zaramaga.

## Geschichte
Zu Beginn des 19. Jahrhunderts gebaut, um die große Zahl von Beerdigungen nach einer Typhusepidemie zu bewältigen, war der Friedhof Mitte des Jahrhunderts praktisch leer. Damals befand er sich am Rande der Stadt.
In der Sitzung vom 6. August 1845 beschloss der Stadtrat, den Friedhof zu erweitern und umzugestalten, auf dem sich laut Colá y Goiti zu diesem Zeitpunkt nur ein Dutzend Grabmäler befanden, darunter das der Marquise de la Alameda aus dem Jahr 1827 und das von Jacinta Fernández de la Cuesta aus dem folgenden Jahr. Im Januar desselben Jahres 1845 schlug der damalige Staatsanwalt Ladislao Velasco Fernández de la Cuesta Reformen vor, die dazu führten, dass neue Straßen angelegt und die Gärten mit Bäumen bepflanzt wurden; außerdem legte er eine Aufteilung der Begräbnisplätze für die Armen fest, damit die Überreste einer Leiche leichter gefunden werden konnten, sobald das Kreuz ihrer Beerdigung verschwunden war. Zu diesem Zweck wurde das rechteckige Grundstück in den Gärten in Quadrate unterteilt, die an den Grenzen der Buchsbäume abgesteckt wurden, so dass durch die Eintragung des Längen- und Breitengrades in das Register der Friedhofsverwaltung die Grabstätte, die sich am Schnittpunkt befinden würde, sofort gefunden werden konnte.
In den Jahren 1936 bis 1945, während des spanischen Bürgerkriegs und während der Anfangszeit der Franco-Diktatur, wurden mindestens 33 (andere Quellen sprechen von bis zu 200) Republikaner und Oppositionelle auf dem Gelände des Friedhofs exekutiert. Ihnen wird mit einer Informationstafel am Eingang des Friedshof und einer Gedenktafel auf dem Friedhof gedacht.
Auf dem 57.072 Quadratmeter großen Friedhof werden Führungen angeboten. Im Jahr 2016 gehörte er zu den Finalisten des Friedhofswettbewerbs in der Kategorie zur Anerkennung des monumentalen und architektonischen Wertes. Verstorbene aus der Stadt Vitoria werden heutzutage in der Regel auf den am Stadtrand gelegenen Friedhof El Salvador begraben, da der Friedhof Santa Isabel nur für Bestattungen in den von den Familien bereits erworbenen Pantheons genutzt wird.

## Grabdenkmäler berühmter Persönlichkeiten
Auf dem Friedhof liegen unter anderem die sterblichen Überreste der folgenden illustren oder bekannten Persönlichkeiten der Stadt:
Mateo Benigno de Moraza
- Manuel Iradier, spanischer Afrikaforscher und Erfinder
- Fernando de Amárica, spanischer Maler
- Ignacio Hidalgo de Cisneros, spanischer Flugpionier, Kolonialoffizier, Militärattaché, Chef der Luftstreitkräfte, Schriftsteller und Kommunist
- Micaela Portilla, spanische Anthropologin
- Juan Díaz de Garayo, el Sacamantecas, Serienmörder
- Estepan Urkiaga Lauaxeta, spanischer Schriftsteller
- Alfredo Espinosa, spanischer Arzt und Politiker
- Fernando Buesa Blanco, spanischer Politiker